# Метод радіоактичних ізотопів (у нафтовидобуванні)
Метод радіоактичних ізотопів (рос. метод радиоактивных изотопов; англ. method of radioactive isotopes; нім. Methode f der radioaktiven Isotope) — при нафтовидобуванні — індикаторний метод, при якому як індикаторна речовина використовуються радіоактивні ізотопи. Їх вибирають, виходячи з поставлених завдань дослідження фільтраційних потоків у досліджуваному об'єкті (наприклад, нафтовому покладі, апараті для збагачення корисної копалини тощо) і фізико-хімічних властивостей ізотопів та їх сполук.